# Otiothops lajeado
Espèce
Otiothops lajeado est une espèce d'araignées aranéomorphes de la famille des Palpimanidae.

## Distribution
Cette espèce est endémique du Tocantins au Brésil,. Elle se rencontre à Palmas dans la Serra do Lajeado.

## Description
Le mâle holotype mesure 6,40 mm.

## Étymologie
Son nom d'espèce lui a été donné en référence au lieu de sa découverte, la Serra do Lajeado.

## Publication originale
- Buckup & Ott, 2004 : Espécies novas de Otiothops e Fernandezina do norte do Brasil (Araneae, Palpimanidae). Iheringia. Série Zoologia, Porto Alegre, vol. 94, no 1, p. 23-24 (texte intégral).